# الأخفش الأوسط
الأخفش الأوسط (- 215 هـ/ 830 م) إمام النحو أبو الحسن سعيد بن مسعدة البلخي ثم البصري مولى بني مجاشع أخذ عن الخليل بن أحمد ولزم سيبويه حتى برع وكان من أسنان سيبويه بل أكبر. قال أبو حاتم السجستاني كان الأخفش قدريا رجل سوء كتابه في المعاني صويلح وفيه أشياء في القدر وقال أبو عثمان المازني كان الأخفش أعلم الناس بالكلام وأحذقهم بالجدل قلت أخذ عنه المازني وأبو حاتم وسلمة وطائفة وعنه قال جاءنا الكسائي إلى البصرة فسألني أن أقرأ عليه كتاب سيبويه ففعلت فوجه إلي بخمسين دينارا وكان الأخفش يعلم ولد الكسائي وكان ثعلب يفضل الأخفش ويقول كان أوسع الناس علما وله كتب كثيرة في النحو والعروض ومعاني القرآن وجاء عنه قال أتيت بغداد فأتيت مسجد الكسائي فإذا بين يديه الفراء والأحمر وابن سعدان فسألته عن مئة مسألة فأجاب فخطأته في جميعها فهموا بي فمنعهم وقال بالله أنت أبو الحسن قلت نعم فقام وعانقني وأجلسني إلي جنبه وقال أحب أن يتأدب أولادي بك فأجبته مات الأخفش سنة نيف عشرة ومئتين وقيل سنة عشر قال ابن النجار كان أجلع وهو الذي لا تنطبق شفتاه على أسنانه وقد روى عن هشام بن عروة والكلبي وعمرو بن عبيد وصنف كتبا في النحو لم يتمها قال الرياشي سمعته يقول كنت أجالس سيبويه وكان أعلم مني وأنا اليوم أعلم منه.

## مؤلفاته
ألف أبوالحسن الأخفش کتباً مختلفة في الفنون التي برع فیھا من فنون الثقافة العربیة ۔ وقد ذکر له ابن النديم الکتب التالیة في كتاب الفهرست:
| - کتاب الأوسط في النحو - کتاب تفسير معاني القرآن - کتاب المقاییس في النحو - کتاب الاشتقاق - کتاب الأربعة | - کتاب العروض - کتاب المسائل الکبیر - کتاب المسائل الصغیر - کتاب القوافي - کتاب الملوک | - کتاب معاني الشعر - کتاب وقف التمام - کتاب الأصوات - کتاب صفات الغنم وألوانھا وعلاجھا وأسنانھا - شرح أبيات المعاني |

و قد أورد جمال الدين القفطي أسماء ھذہ الکتب في کتابه إنباه الرواة على أنباه النحاة بتمامھا وترتیبھا کما وردت في الفھرست۔ وھذا یدل علی أنه أوردھا نقلاً عنه ۔ وذکر جمال الدين القفطي اسم کتاب لم یذکرہ ابن النديم في كتاب الفهرست، ھو: کتاب التصریف۔

## وفاته
توفي أبو الحسن الأخفش سنة 215 هـ، وفي روایة أخری في سنة 221 هـ۔ 